# 伊登岩
伊登岩（英語：Eden Rocks），是南極洲的岩石，處於鄧迪島東岸1.5公里，屬於茹安維爾群島的一部分，在1842年12月30日由詹姆斯·克拉克·羅斯發現，該岩石現時由南極條約體系管理。